# Morlac
Morlac est une commune française située dans le département du Cher, en région Centre-Val de Loire.

## Géographie
Le territoire communal est arrosé par la rivière Arnon.

### Lieux-dits et écarts

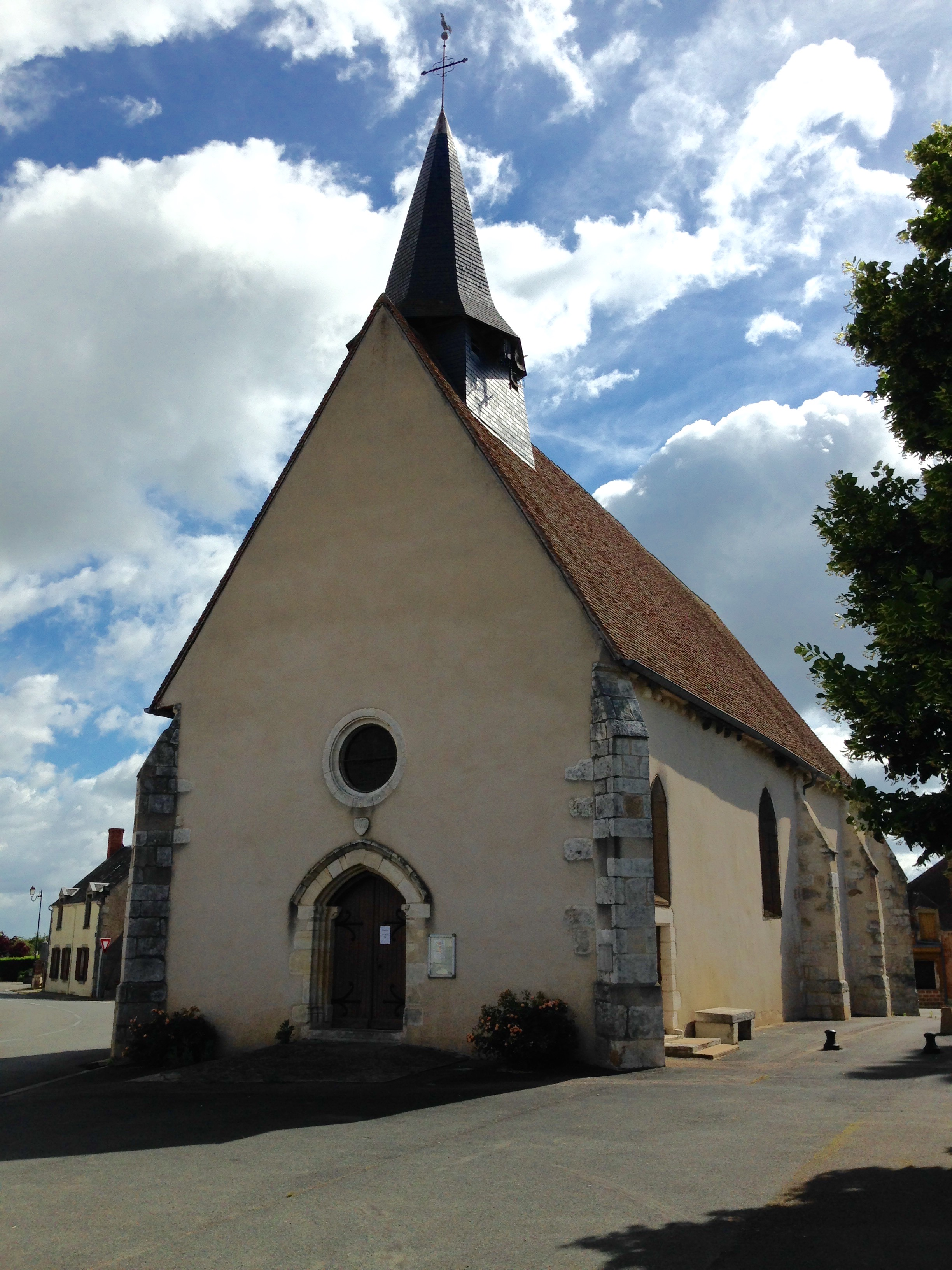
Église de Morlac

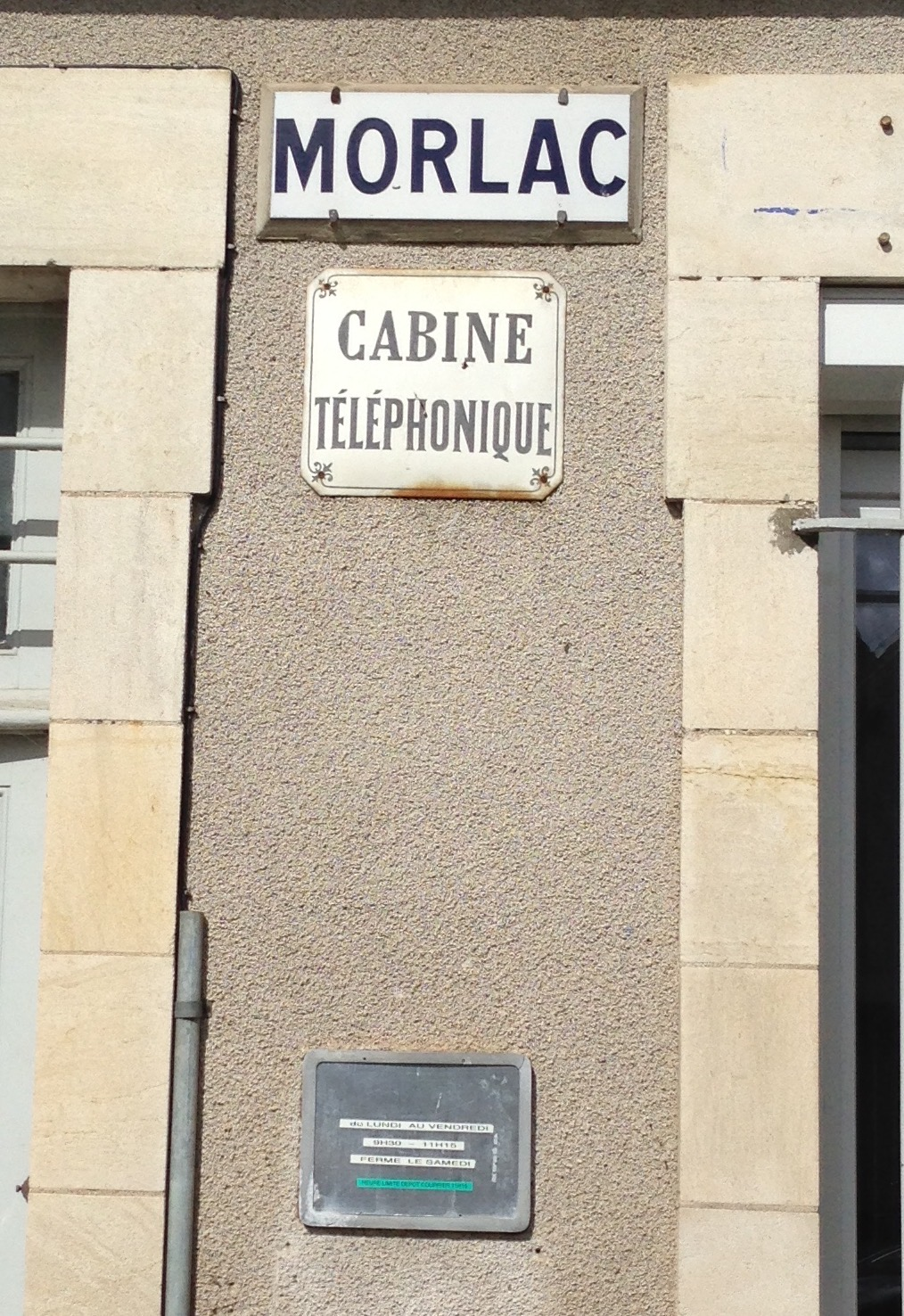
Cabine téléphonique publique, en face de la mairie

Les lieux-dits suivis d'une astérisque sont situés à l'écart de la route indiquée.
A
- l'Abattis,             route de Vallenay (D 3)
- les Abattis*,          route de Vallenay (D 3) puis D 925 vers Nozières

B
- la Barre,              route de Marçais (D 70)
- la Berthodrie*,        route d'Ineuil (D 220)
- le Bessin*,            route d'Ids (D 3)
- Bois-Brisson*,         route de Vallenay (D 3) puis D 925 vers Nozières
- "Le Bois d'Habert"*, route d'Ineuil (D 220)
- le Bois Pibon,         route de la Brande des Clous
- la Brande des Clous,   route de la Brande des Clous
- Brande de la Couy,     route de Vallenay (D 3) puis D 925 vers Nozières

C
- le Casson*,            route de la Brande des Clous
- le Vieux Château*,     route de Saint-Pierre (D 3)
- le Château-Gaillard,   route de Vallenay (D 3)
- la Chevraudière,       route de Marçais (D 70)
- les Clous*,            route d'Ids (D 3)
- les Cosses,            route de Vallenay (D 3) puis D 925 vers Nozières
- la Petite Cotardière*, route d'Ids (D 3)

D
- le Danger*,            route de Vallenay (D 3)
- le Domaine Neuf*,      route de Saint-Pierre (D 3)

G
- les Gerry*,            route d'Ids (D 3)
- la Gravelle*,          route de Saint-Pierre (D 3)

J
- la Jappe aux Loups,    route de Vallenay (D 3)

L
- les Loges,             route de Vallenay (D 3) puis D 925 vers Nozières
- le Grand Lomoy,        route de Saint-Pierre (D 3)
- le Petit Lomoy*,       route de Saint-Pierre (D 3)
- le Moulin de Lomoy,    route de Saint-Pierre (D 3)

M
- la Malaiserie,         route de Vallenay (D 3) puis D 925 vers Nozières

O
- l'Orme*,               route d'Ids (D 3)

P
- le Peur*,              route de Marçais (D 70)
- Pigny*,                route de Saint-Pierre (D 3)
- la Prée*,              route de Marçais (D 70)
- la Grande Preugne*,    route d'Ids (D 3)
- la Petite Preugne*,    route de Saint-Pierre (D 3)

R
- la Rabière,            route de Marçais (D 70)

S
- Souage*,               route de Vallenay (D 3) puis D 925 vers Nozières

T
- le Trait d'Aujon,      route de Vallenay (D 3)
- la Tuilerie*,          route de Vallenay (D 3)

V
- la Grande Vergne,      route de Marçais (D 70)

### Climat
Pour des articles plus généraux, voir Climat du Centre-Val de Loire et Climat du Cher.
En 2010, le climat de la commune est de type climat océanique dégradé des plaines du Centre et du Nord, selon une étude du CNRS s'appuyant sur une série de données couvrant la période 1971-2000. En 2020, Météo-France publie une typologie des climats de la France métropolitaine dans laquelle la commune est exposée à un climat océanique altéré et est dans la région climatique  Ouest et nord-ouest du Massif Central, caractérisée par une pluviométrie annuelle de 900 à 1 500 mm, maximale en automne et en hiver. 
Pour la période 1971-2000, la température annuelle moyenne est de 11,4 °C, avec une amplitude thermique annuelle de 15,9 °C. Le cumul annuel moyen de précipitations est de 783 mm, avec 11 jours de précipitations en janvier et 7,3 jours en juillet. Pour la période 1991-2020, la température moyenne annuelle observée sur la station météorologique la plus proche, située sur la commune de Lignières à 11 km à vol d'oiseau, est de 12,2 °C et le cumul annuel moyen de précipitations est de 774,6 mm,. Pour l'avenir, les paramètres climatiques de la commune estimés pour 2050 selon différents scénarios d'émission de gaz à effet de serre sont consultables sur un site dédié publié par Météo-France en novembre 2022.

## Urbanisme

### Typologie
Au 1er janvier 2024, Morlac est catégorisée commune rurale à habitat très dispersé, selon la nouvelle grille communale de densité à 7 niveaux définie par l'Insee en 2022.
Elle est située hors unité urbaine. Par ailleurs la commune fait partie de l'aire d'attraction de Saint-Amand-Montrond, dont elle est une commune de la couronne,. Cette aire, qui regroupe 36 communes, est catégorisée dans les aires de moins de 50 000 habitants,.

### Occupation des sols
L'occupation des sols de la commune, telle qu'elle ressort de la base de données européenne d’occupation biophysique des sols Corine Land Cover (CLC), est marquée par l'importance des territoires agricoles (74,6 % en 2018), une proportion sensiblement équivalente à celle de 1990 (74,5 %). La répartition détaillée en 2018 est la suivante : 
prairies (46,6 %), forêts (25,4 %), terres arables (25,2 %), zones agricoles hétérogènes (2,8 %).
L'évolution de l’occupation des sols de la commune et de ses infrastructures peut être observée sur les différentes représentations cartographiques du territoire : la carte de Cassini (XVIIIe siècle), la carte d'état-major (1820-1866) et les cartes ou photos aériennes de l'IGN pour la période actuelle (1950 à aujourd'hui).

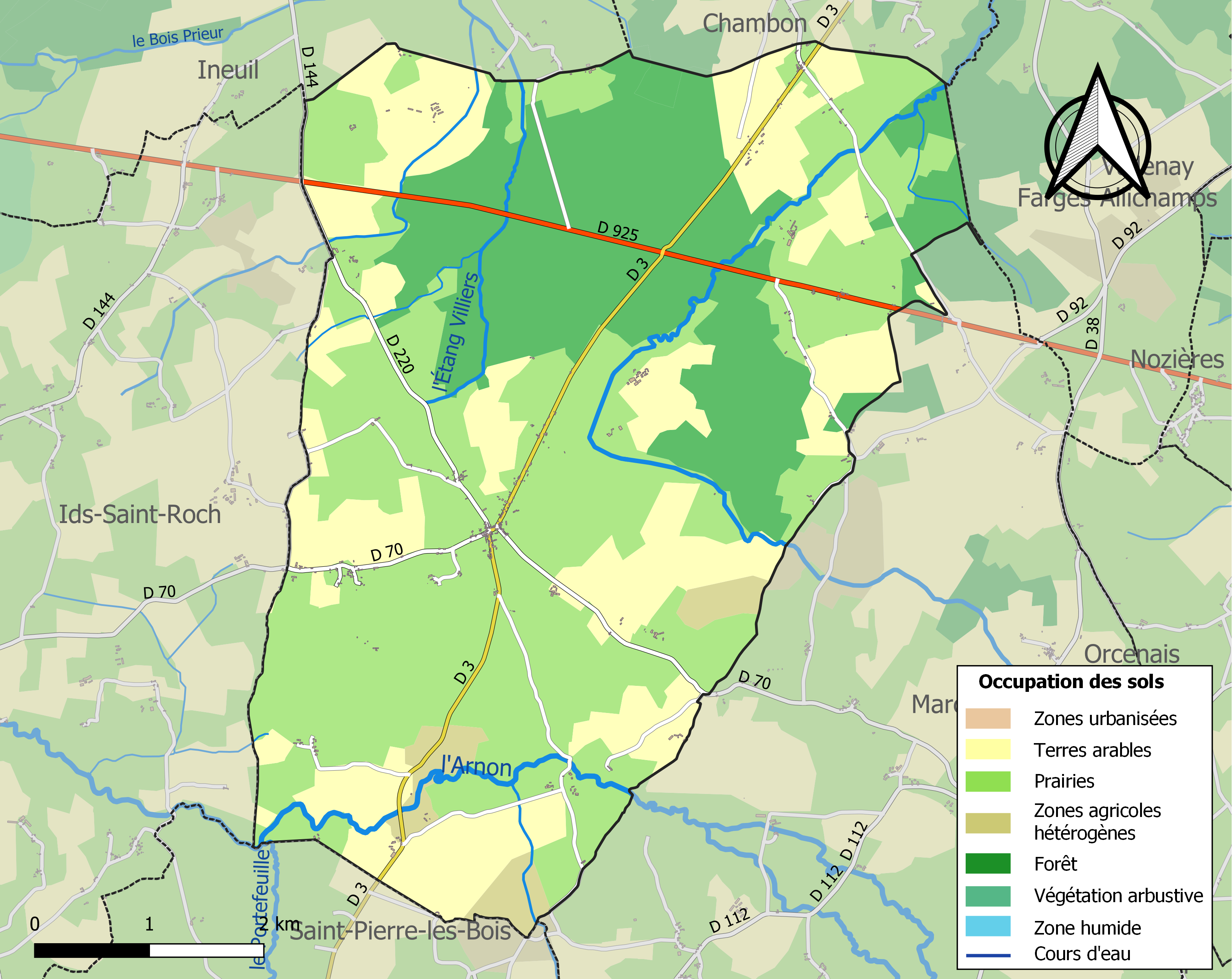
Carte des infrastructures et de l'occupation des sols de la commune en 2018 (CLC).

### Risques majeurs
Le territoire de la commune de Morlac est vulnérable à différents aléas naturels : météorologiques (tempête, orage, neige, grand froid, canicule ou sécheresse), mouvements de terrains et séisme (sismicité faible). Un site publié par le BRGM permet d'évaluer simplement et rapidement les risques d'un bien localisé soit par son adresse soit par le numéro de sa parcelle.

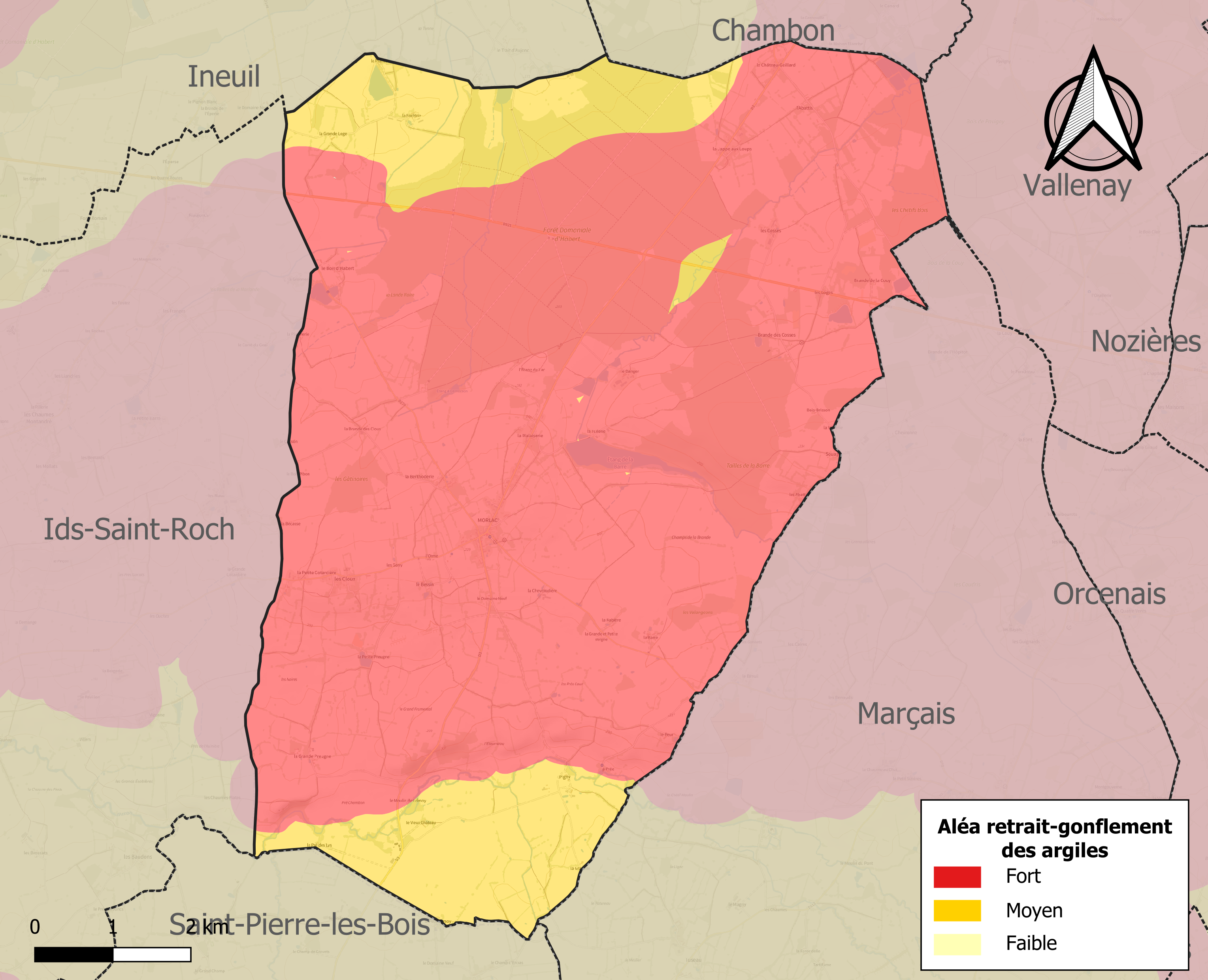
Carte des zones d'aléa retrait-gonflement des sols argileux de Morlac.

La commune est vulnérable au risque de mouvements de terrains constitué principalement du retrait-gonflement des sols argileux. Cet aléa est susceptible d'engendrer des dommages importants aux bâtiments en cas d’alternance de périodes de sécheresse et de pluie. La totalité de la commune est en aléa moyen ou fort (90 % au niveau départemental et 48,5 % au niveau national). Sur les 225 bâtiments dénombrés sur la commune en 2019, 225 sont en aléa moyen ou fort, soit 100 %, à comparer aux 83 % au niveau départemental et 54 % au niveau national. Une cartographie de l'exposition du territoire national au retrait gonflement des sols argileux est disponible sur le site du BRGM,.
Concernant les mouvements de terrains, la commune a été reconnue en état de catastrophe naturelle au titre des dommages causés par la sécheresse en 2011, 2016, 2018, 2019 et 2020 et par des mouvements de terrain en 1999.

## Politique et administration

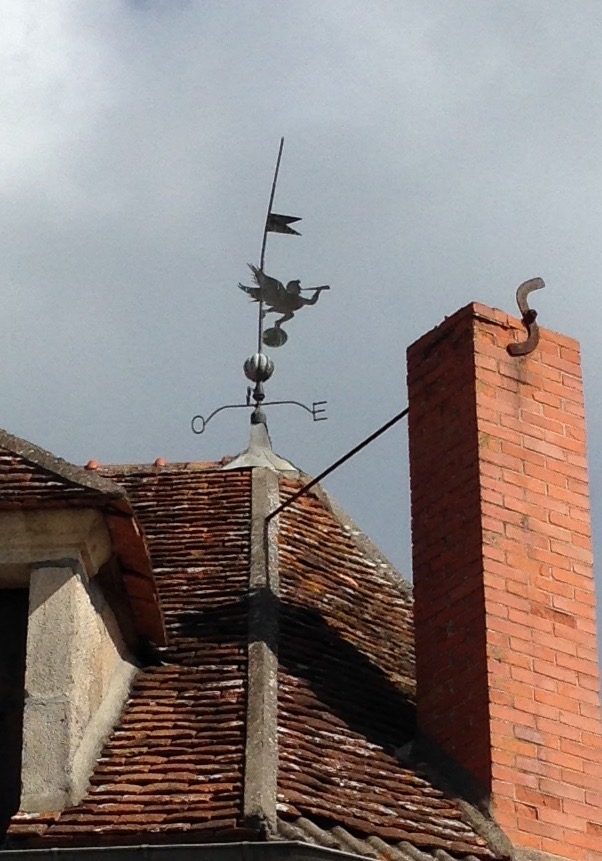
Girouette postale.

| Période                                  | Période   | Identité            | Étiquette | Qualité                           |
| ---------------------------------------- | --------- | ------------------- | --------- | --------------------------------- |
| Les données manquantes sont à compléter. |           |                     |           |                                   |
| mars 2001                                | mars 2008 | Pierre-Yves Monnier |           |                                   |
| mars 2008                                | En cours  | Dominique Dubreuil, |           | Ancienne profession intermédiaire |

## Démographie
L'évolution du nombre d'habitants est connue à travers les recensements de la population effectués dans la commune depuis 1793. Pour les communes de moins de 10 000 habitants, une enquête de recensement portant sur toute la population est réalisée tous les cinq ans, les populations de référence des années intermédiaires étant quant à elles estimées par interpolation ou extrapolation. Pour la commune, le premier recensement exhaustif entrant dans le cadre du nouveau dispositif a été réalisé en 2006.

En 2022, la commune comptait 274 habitants, en évolution de −16,97 % par rapport à 2016 (Cher : −2,48 %, France hors Mayotte : +2,11 %).
| 1793 | 1800 | 1806 | 1821 | 1831 | 1836 | 1841 | 1846 | 1851 |
| ---- | ---- | ---- | ---- | ---- | ---- | ---- | ---- | ---- |
| 748  | 748  | 790  | 790  | 812  | 759  | 709  | 733  | 748  |

| 1856 | 1861 | 1866 | 1872 | 1876 | 1881 | 1886  | 1891 | 1896 |
| ---- | ---- | ---- | ---- | ---- | ---- | ----- | ---- | ---- |
| 819  | 787  | 834  | 877  | 903  | 958  | 1 006 | 957  | 919  |

| 1901 | 1906 | 1911 | 1921 | 1926 | 1931 | 1936 | 1946 | 1954 |
| ---- | ---- | ---- | ---- | ---- | ---- | ---- | ---- | ---- |
| 904  | 865  | 860  | 714  | 663  | 627  | 605  | 578  | 579  |

| 1962 | 1968 | 1975 | 1982 | 1990 | 1999 | 2006 | 2011 | 2016 |
| ---- | ---- | ---- | ---- | ---- | ---- | ---- | ---- | ---- |
| 545  | 477  | 387  | 314  | 311  | 334  | 340  | 332  | 330  |

| 2021 | 2022 | - | - | - | - | - | - | - |
| ---- | ---- | - | - | - | - | - | - | - |
| 293  | 274  | - | - | - | - | - | - | - |

## Culture locale et patrimoine

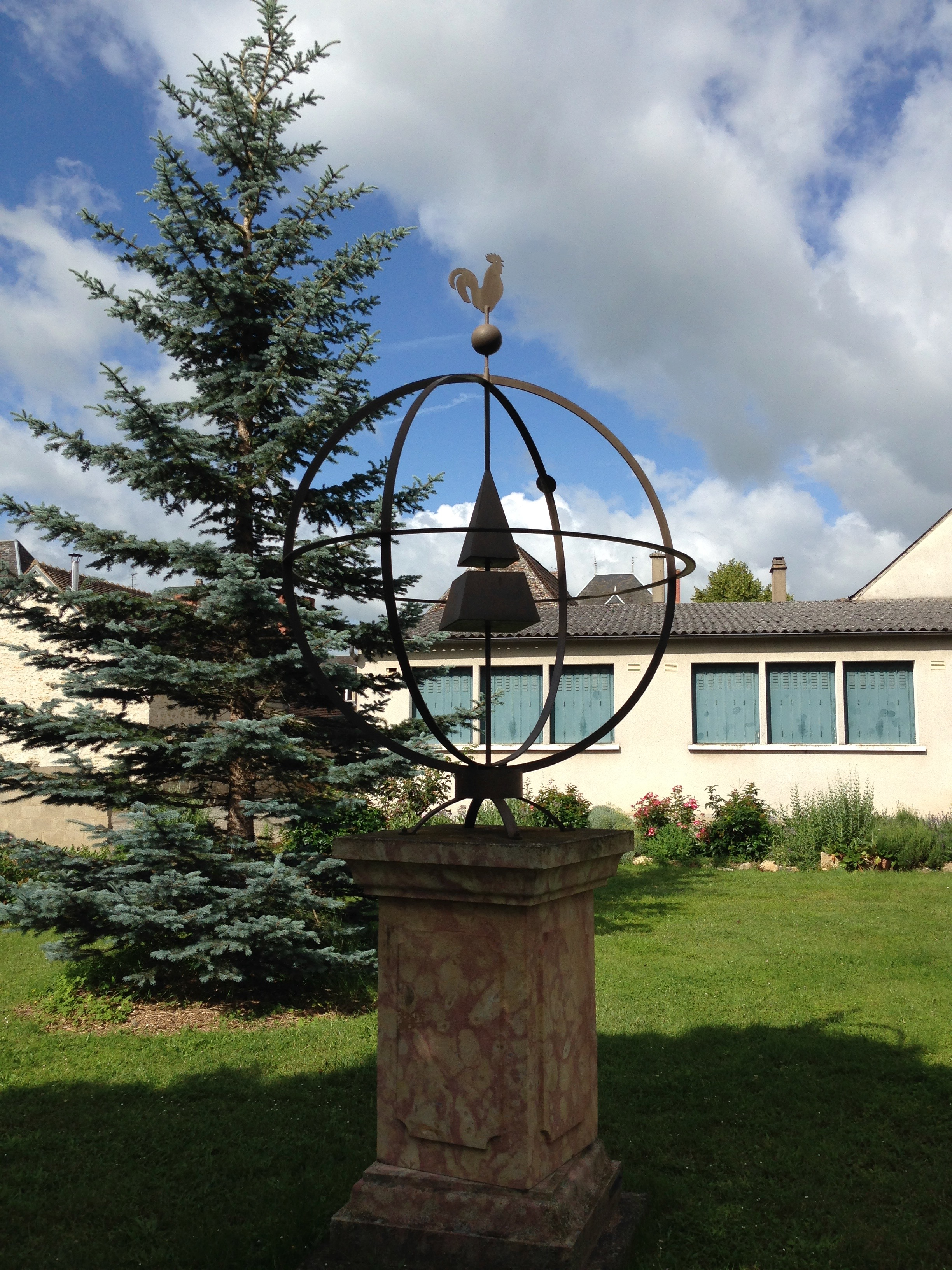
Sphère dans le jardin du presbytère, commémorant la mesure du méridien.

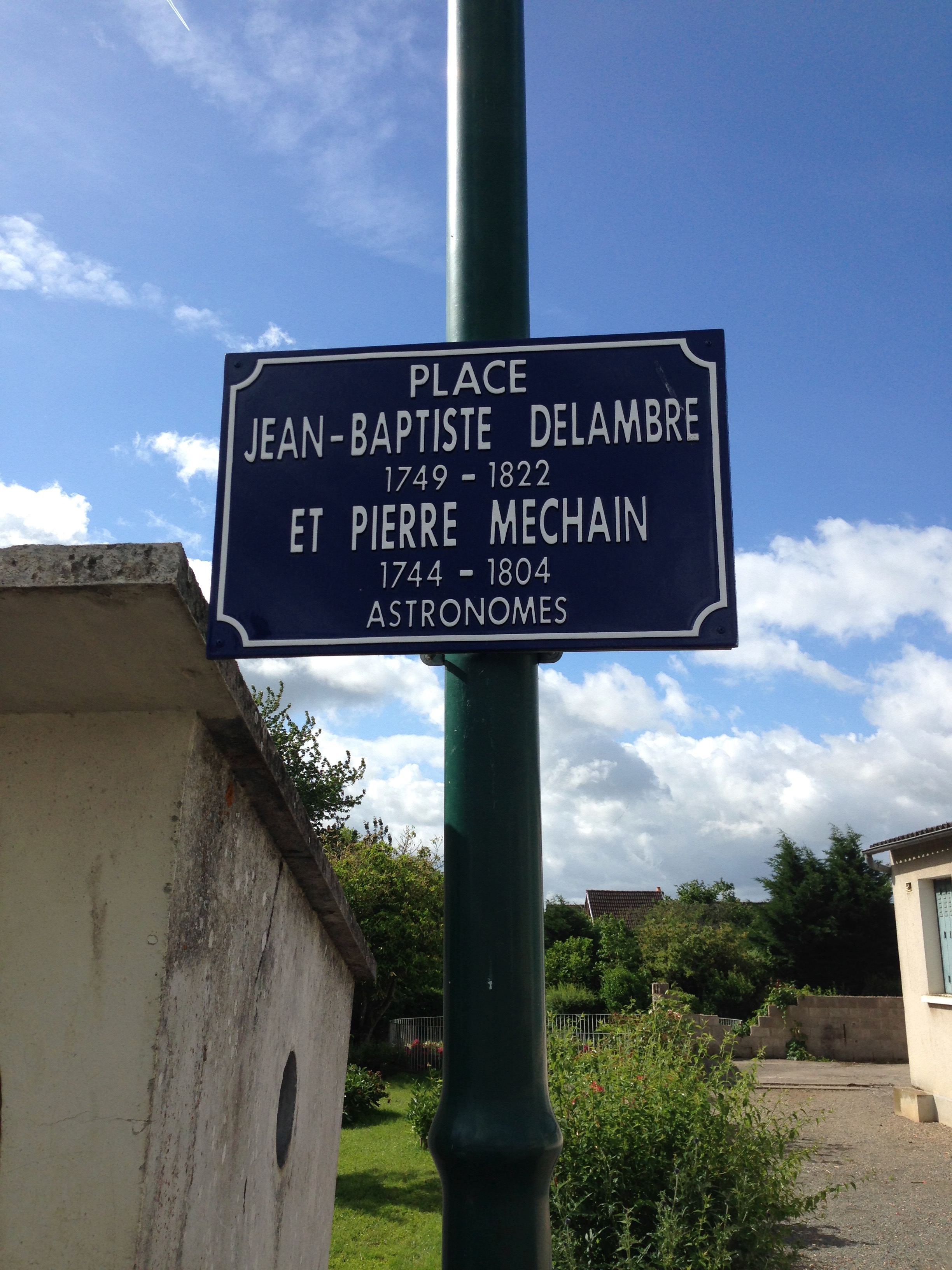
Plaque indiquant le nom de la place devant l'église.

### Lieux et monuments
- Dans le jardin du presbytère, une sphère métallique commémore le passage à Morlac de Jean-Baptiste Delambre qui, avec  Pierre Méchain, ont mesuré la longueur du méridien de Paris de Dunkerque à Barcelone qui passe par la commune de Morlac.
- La méridienne verte passe également par la commune.
- Le monument aux morts, inauguré le 23 mai 1921[22].
- La pierre à la dîme ou de dîme ou de la dime[23] est visible sur le site de l'ancien prieuré de Souages[24]. C'est une pierre de mesure, taillée dans un bloc de calcaire. Elle est creusée de cinq alvéoles[25],[26]. Les capacités des cuvettes ont été estimées à 18,8; 5; 1,6; 0,65 et 0,3 litres respectivement[26] par Olivier Trotignon. Il pense que les pierres aux dîmes servaient d'étalons de mesure : la collecte des impôts se faisait au moyen de pots, paniers et boisseaux que les collecteurs de dîmes emportaient avec eux dans les fermes pour leurs ponctions fiscales. Ce n'est qu'en cas de contestation sur la quantité enlevée que les plaignants et les clercs pouvaient s'appuyer sur ces pierres.
- L'église Saint-Martin contient un groupe sculpté en pierre[27] représentant une  Vierge de Pitié et deux anges, daté du et XVIe siècle et classé monument historique au titre d'objet[28]. Elle proviendrait de la chapelle de Souages.
- Le prieuré de Souages, connu dès le XIe siècle, dépendait de l'abbaye bénédictine de Chezal-Benoît[29]. L'ancienne chapelle Sainte-Marie du prieuré, reconstruite à la fin du Moyen-âge, était encore debout à la fin du XXe siècle, mais dans un état de délabrement avancé[30]. À la fin du XIXe siècle, Alphonse Buhot de Kersers en donne encore une description détaillée et note : « elle existe encore, mais à l'état de magasin délabré »[31]. Elle a été rasée en 1997[32] ; quelques éléments d'architecture sont conservés dans différents musées du Cher, des fragments de verre décoré en grisaille sont au musée du Berry à Bourges[33].

### Personnalités liées à la commune

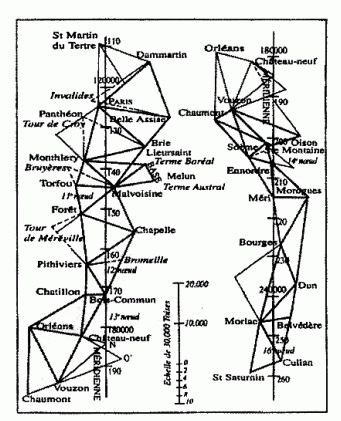
Triangulation-du-méridien-passant-par-Morlac

- L'écrivain berrichon Vincent Détharé (1881-1966)[34], prix André Barré de l'Académie française[35] en 1964, est né à Morlac.